# ينغلبيرغير روتستوك
ينغلبيرغير روتستوك (بالإنجليزية: Engelberger Rotstock)‏ هو أحد جبال سلسلة جبال الألب أوري وجزء من القمة الأم فيسغستوك يقع في كانتون أوبفالدن وكانتون أوري, سويسرا. يبلغ ارتفاع الجبل حوالي 2818 متر، بينما يبلغ ارتفاع نتوء الجبل 132 متر.